# Bernadette Soubirous
Bernadette Soubirous, alias Marie-Bernard van Lourdes (Lourdes, 7 januari 1844 – Nevers, 16 april 1879) is een Franse katholiek heilige. De visioenen van Bernadette vormden de aanleiding voor het ontstaan van Lourdes als bedevaartsoord.

## Biografie
Bernadette Soubirous woonde de eerste tien jaar van haar leven met haar ouders in de molen van Boly, het erfstuk van haar moeder Louise Soubirous Casterot. Bernadette was de oudste van negen kinderen, van wie er vier de volwassen leeftijd zouden bereiken. Na een arbeidsongeval van vader Soubirous raakte de watermolen in het ongerede. Omdat er niet meer gemalen kon worden was er geen werk meer. Het gezin moest de watermolen verlaten. Een neef bood hen woonruimte aan in een niet meer gebruikte gevangenis. Kort daarna werd de vader van Bernadette opgepakt omdat men dacht dat hij een zak meel gestolen had. Na onderzoek bleek dat hij het niet gedaan had; hij was louter verdacht geweest omdat hij arm was. Bij een cholera-epidemie werd ook Bernadette ziek, ze genas, maar hield er astma aan over.

## Verschijning
Op 11 februari 1858, ze was toen veertien jaar oud, ging Bernadette met haar zusje Toinette en een vriendin Jeanne Abadie hout sprokkelen. Vanwege haar slechte conditie kon Bernadette de meisjes niet bijhouden. Toen ze haar kousen uittrok om de Gave over te steken, hoorde ze aan de overkant boven de daar aanwezige grot van Massabielle een geruis als van de wind, maar zag de struiken en bomen niet bewegen. Ze zag vervolgens de verschijning van een in het wit geklede dame met een rozenkrans, die zich tijdens een latere verschijning - op 25 maart - voorstelde als Que soy era immaculada councepciou ("Ik ben de onbevlekte ontvangenis"). Paus Pius IX had reeds in het jaar 1854 het dogma afgekondigd van de Onbevlekte Ontvangenis van Maria, dat wil zeggen dat Maria vanaf haar conceptie geheel zonder zonde was. Bernadette, die een eenvoudig meisje was dat nauwelijks kon lezen, wist dit echter niet. Haar ouders, onderwijzers en priesters zouden later getuigen dat zij nog nooit over de onbevlekte ontvangenis had gehoord. 
Bernadette noemde de dame aquero, wat in de streektaal die daar betekent. Tot 16 juli 1858 kreeg Bernadette nog zeventien maal een visioen, waarbij ze op aanwijzing van de verschijning een bron opende. Bernadette vertelde dat de in het wit geklede vrouw haar vroeg bij de grot een kerk te bouwen en processies te houden naar die plaats waarbij men de rozenkrans moest bidden.
In de maanden van de visioenen werden de verhalen van Bernadette vaak niet serieus genomen. Mensen die met haar meegingen zagen nooit iets, al waren er wel die 'een aanwezigheid' voelden. De prefect en de dorpspastoor ondervroegen haar kritisch. Dat was moeilijk voor haar omdat ze de boodschappen van de verschijning niet altijd begreep.

## Erkenning
Pas toen de verschijning zich had voorgesteld als de Onbevlekte ontvangenis, nam de pastoor Bernadette serieus en toen de eerste wonderen gebeurden stelde de bisschop van Tarbes een onderzoek in. Na vier jaar, in 1862, concludeerde hij dat de verschijningen een bovennatuurlijk karakter hadden. Vanaf dat moment werd Lourdes een officiële bedevaartplaats. Er kwamen zoveel pelgrims dat de pastoor Bernadette in het hospitaal van Lourdes plaatste. Daar groeide haar kloosterroeping en op 22-jarige leeftijd vertrok ze naar Nevers.
Op 29 juli 1866 trad ze onder de naam Marie-Bernard in bij de Sœurs de la Charité van Saint-Gildars in Nevers. Aan haar medezusters mocht zij haar verhaal alleen bij haar intrede doen. Hier had zij vrede mee. Er waren echter kerkelijke en wereldlijke hoogwaardigheidsbekleders die haar wilden zien of zelfs ondervragen. Dan moest ze haar werk neerleggen en komen. Het was voor haar niet altijd gemakkelijk te gehoorzamen. Ze werkte als hulpkosteres en ziekenverzorgster, tot ze te ziek werd. Ze stierf op 16 april 1879, amper 35 jaar oud, en zou op haar sterfbed nog eenmaal een visioen hebben gehad. Naast astma had Bernadette een tumor in haar knie, maar ze had nooit geklaagd. Het enige wat ze zei was: "Ik ben als een graankorrel gemalen".

## Opgravingen en heiligverklaring

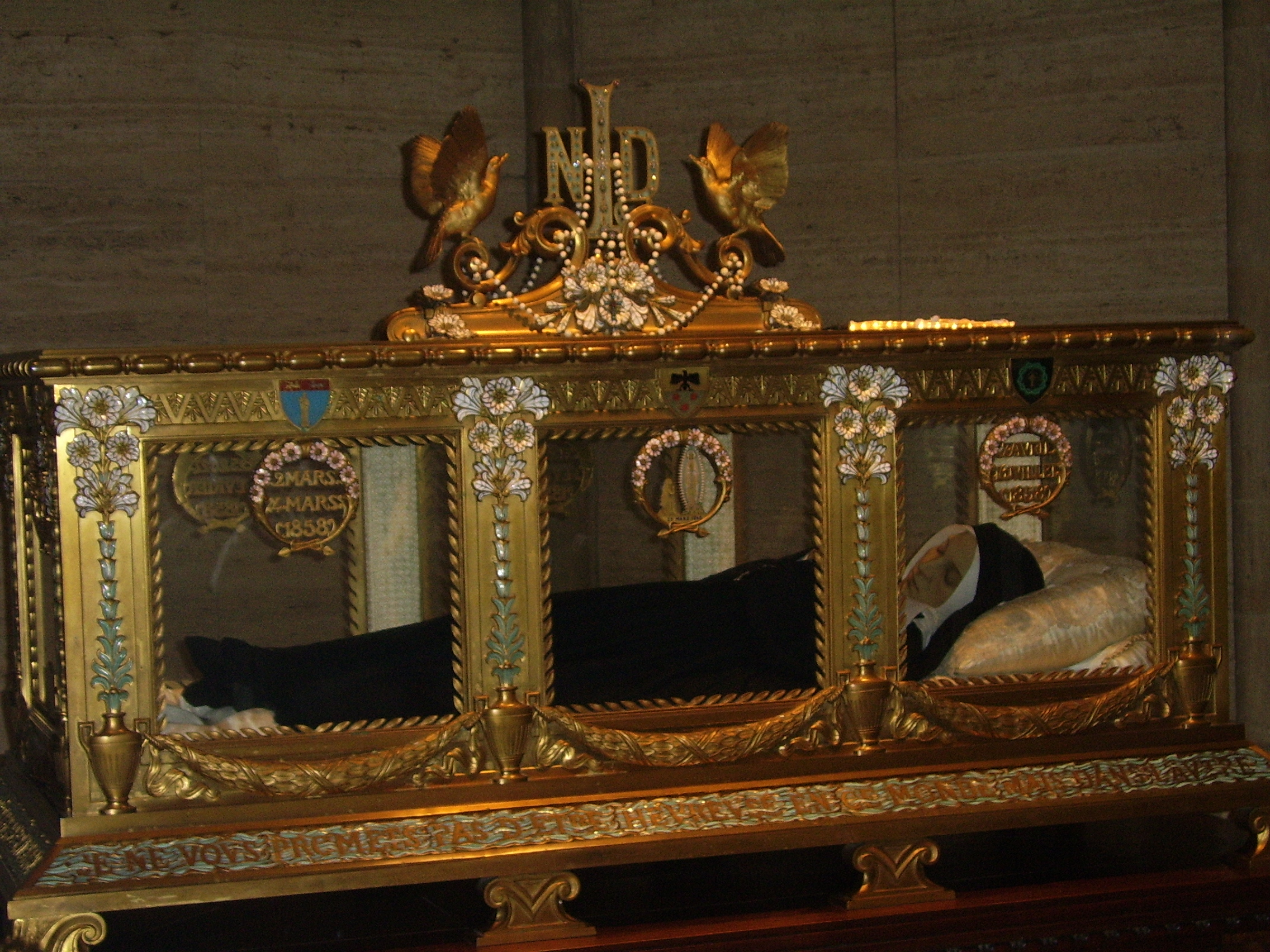
Het glazen reliekschrijn met het stoffelijk overschot van Bernadette in de kapel van het klooster in Nevers

Op 22 september 1909 werden haar stoffelijke resten voor het eerst opgegraven. Haar lichaam was naar verluidt nog volledig intact. Dit was later een van de argumenten om haar zalig te verklaren. Haar lichaam werd gewassen, gekleed, en opnieuw begraven in een dubbele kist.
Op 3 april 1919 werd ze opnieuw opgegraven. Een dokter die het lichaam onderzocht schreef het volgende: "Het lichaam is bijna gemummificeerd, bedekt met schimmelplekken en een behoorlijke laag zouten, dit lijken calciumzouten te zijn. (...) De huid is op sommige plaatsen verdwenen, maar nog steeds aanwezig op het grootste deel van het lichaam."
In 1925 werd het lichaam van Bernadette voor de derde keer opgegraven. Er werd een aantal relikwieën van het tot dan toe ongeschonden lijk genomen en naar Rome gestuurd. Het lichaam verkeerde in goede staat, maar de huid was door schimmels grijs gekleurd. Omdat dit afschrikwekkend zou zijn voor toekomstige pelgrims werd de hulp ingeroepen van Pierre Imans, een destijds bekende firma op het gebied van maskers voor de mode-industrie. Hij zou zowel haar handen als gezicht met een masker van was bedekken. Alle voor het publiek zichtbare lichaamsdelen zijn dus bedekt met was. Hierna werd ze 'als ongeschonden wonder' opgebaard en tentoongesteld in het klooster in Nevers waar Bernadette van 1866 tot haar dood gewoond had. Deze plaats werd daarna veel bezocht door pelgrims.
Op 14 juni 1925 werd Bernadette zalig verklaard. Op 8 december 1933 verklaarde paus Pius XI haar heilig. Haar naamdag valt op 16 april. Haar feestdag werd in 1891 door paus Leo XIII als 'Feest der Verschijningen' vastgesteld op 18 februari. Dit was de dag dat ze voor de derde maal een visioen had en haar, zoals zij verklaarde, voorspeld werd: "Ik beloof je niet in deze wereld gelukkig te maken, maar wel in de andere".

## Het lied van Bernadette
De Oostenrijkse auteur Franz Werfel kwam op de vlucht voor de Jodenvervolging in Lourdes terecht en deed er de gelofte een boek over Bernadette Soubirous te schrijven als zijn leven gespaard zou blijven. Het resultaat was de roman Das lied von Bernadette (1941). Naar het boek werd in de Verenigde Staten een film gemaakt, The Song of Bernadette, die in 1944 vier Oscars en drie Golden Globes won. Het vierhonderd pagina's dikke boek verscheen in 1947 in het Nederlands onder de titel Het lied van Bernadette.